# Ecocrop
Ecocrop é um banco de dados usado para determinar a adequação de uma colheita para um ambiente especificado. Isso foi desenvolvido pela Organização das Nações Unidas para Agricultura e Alimentação (FAO) e fornece informações prevendo a viabilidade das culturas em diferentes locais e condições climáticas. Também serve como um catálogo de plantas e características de crescimento das plantas.

## História
A Ecocrop surgiu pela primeira vez em 1991, após o planeamento e a consultoria inicial de especialistas foram concluídas sobre o desenvolvimento de um banco de dados.  Este sistema foi desenvolvido pela Divisão de Desenvolvimento de Terras e Águas da FAO (AGLL) e foi lançado em 1992. O objetivo era criar uma ferramenta que identificasse espécies de plantas para determinados ambientes e usos e como um sistema de informações que contribuísse para o conceito de Planejamento do Uso da Terra.  Em 1994, o banco de dados Ecocrop já permitia a identificação de mais de 1 700 culturas e requisitos ambientais de 12 a 20, cobrindo todos os cenários agro-ecológicos do mundo.  As sucessivas iterações do banco de dados de 1998 a 1999 envolveram principalmente melhorias na interface do usuário. Até ao ano de 2000, o banco de dados incluía 2 000 espécies e 10 descritores adicionais.  Este número foi posteriormente expandido com a adição de 300 espécies de culturas. 

## O modelo Ecocrop

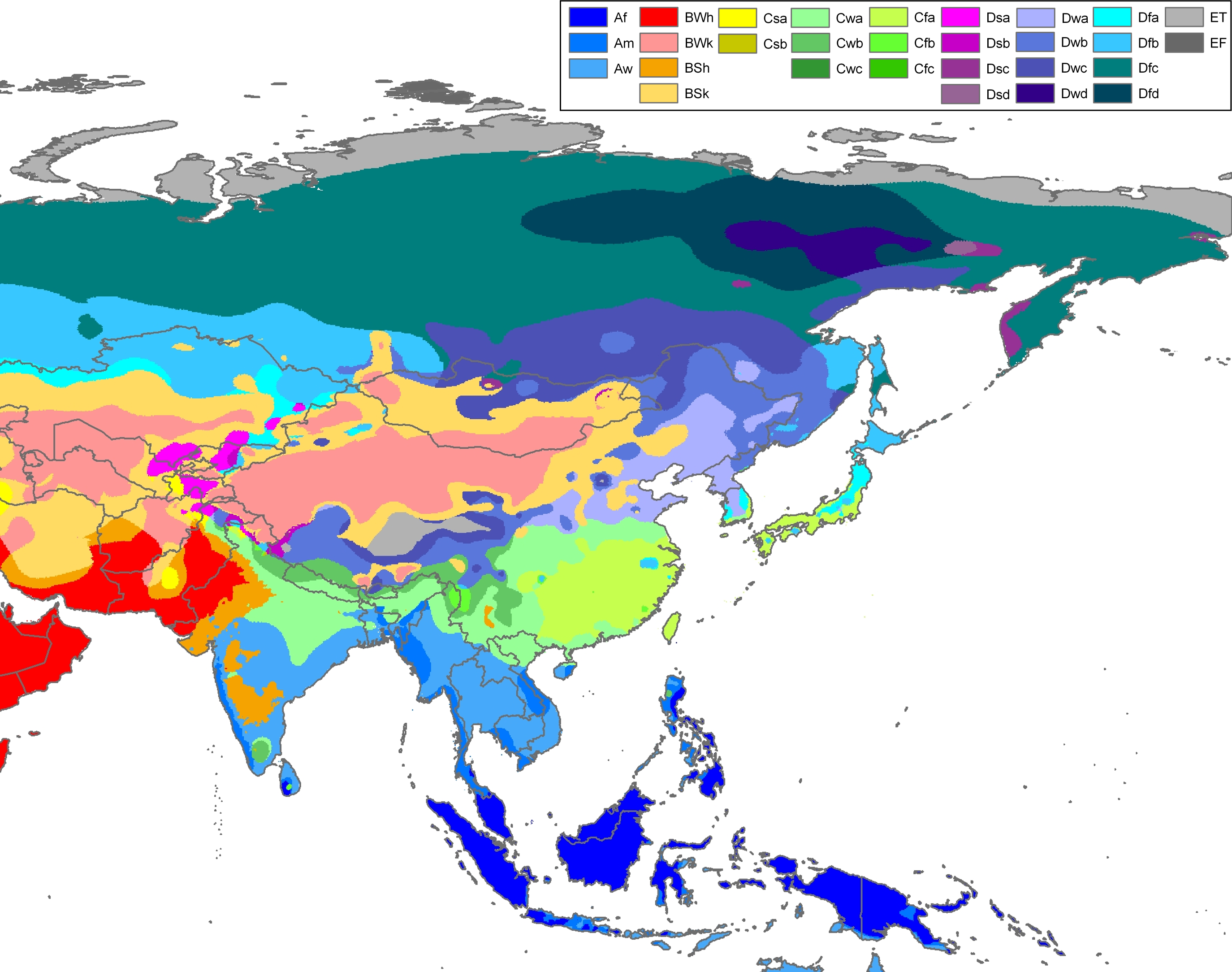
Mapa Köppen (Ásia)

O modelo Ecocrop determina a adequação de uma colheita a um local avaliando diferentes variáveis. Especificamente, os descritores de plantas incluem categoria, forma de vida, hábito de crescimento e expectativa de vida, enquanto os descritores ambientais incluem temperatura, precipitação, intensidade de luz, classificação climática de Köppen, fotoperiodismo, latitude, altitude e outras características do solo. O banco de dados de culturas é particularmente útil se não houver alternativa a não ser usar faixas ambientais. Uma vez determinadas essas entradas, o sistema produz um índice de adequação como uma porcentagem. A pontuação do índice de adequação é gerada de 0 a 1, com o primeiro indicando totalmente inadequado, enquanto o último indica adequação ótima ou excelente.  A saída também inclui valores de adequação separados para temperatura e precipitação. 
Como modelo de previsão, o algoritmo Ecocrop gera dados mais genéricos do que os produzidos por outros modelos, como DOMAIN e BIOCLIM. A informação é genérica em relação à natureza dos requisitos e é atribuída à falta de informações sobre culturas específicas. Outra limitação é que os resultados dependem apenas de fatores bioclimáticos e desconsideram outras variáveis, como exigências do solo, pragas e doenças .
A Ecocrop avalia se as condições climáticas são adequadas dentro de uma estação de crescimento para temperatura e precipitação todos os meses.  Envolve o cálculo da adequação climática com base nas chuvas e temperaturas marginais e faixas ideais.

## Outros usos
Além de servir como identificador de planta, o Ecocrop também é usado para outros fins. Por exemplo, ele pode avaliar a influência das mudanças climáticas futuras na adequação das culturas. Também pode ser usado para projetar o rendimento das culturas usando as informações do banco de dados sobre condições ideais e absolutas de cultivo (temperatura mínima, temperatura máxima, valores de precipitação, valores que definem a temperatura e os extremos de precipitação).